# 哈洛普自杀式无人机

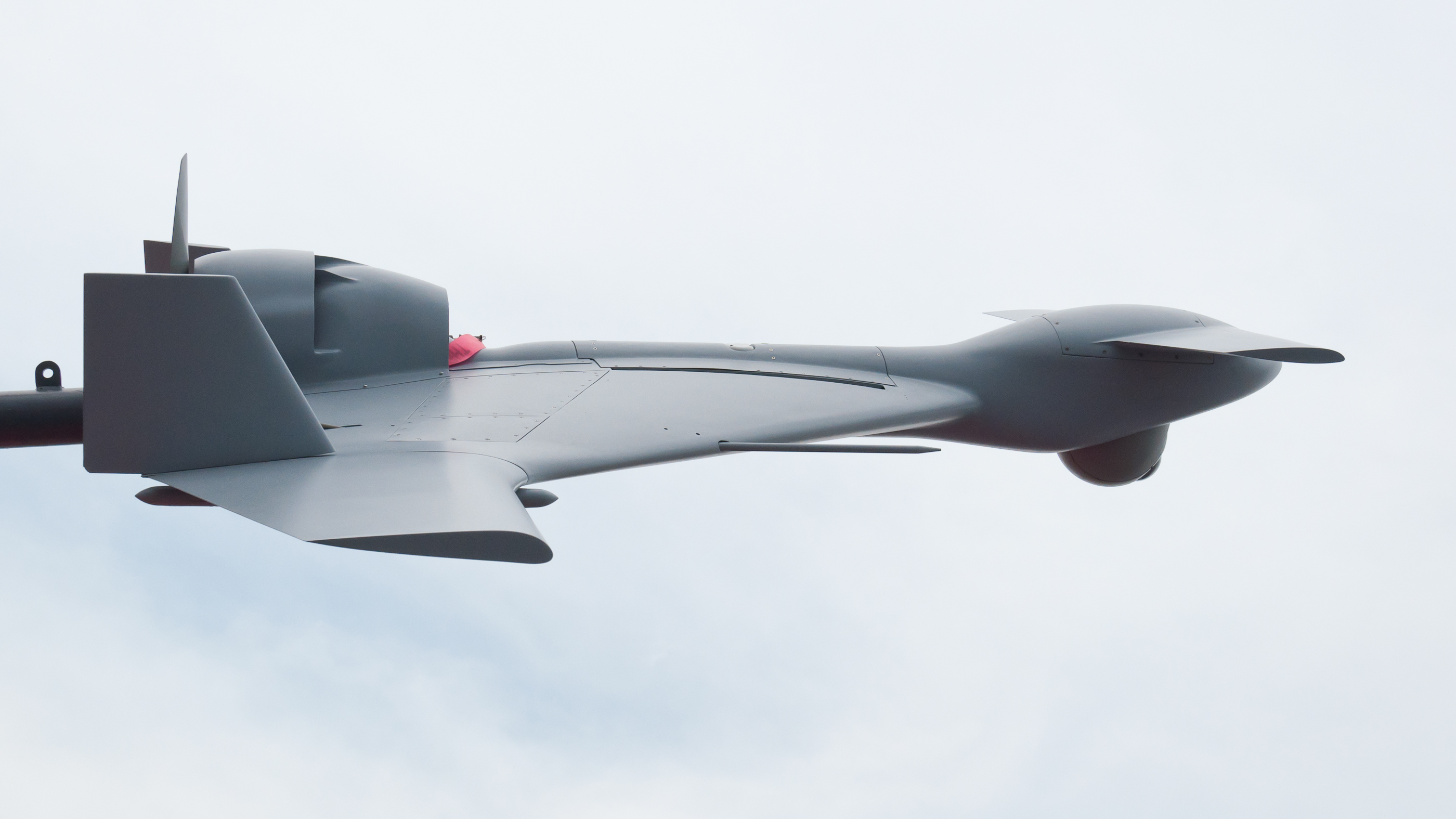
哈洛普自殺式無人機

哈洛普自杀式无人机（IAI Harop）是以色列航太工业（IAI）子公司开发的遊蕩彈藥（自杀式无人机），是此前以色列研发的哈比无人机的改进型，升空后可以自动驾驶通过电磁波辐射搜寻目标或人工遥控的方式对敌方发起自杀式攻击，如果没有攻击目标，该无人机可返回基地。该无人机的设计采用了隐身技术，依靠较小的体积可躲避敌方地对空导弹和雷达的追踪，主要针对敌方防空武器。2020年纳戈尔诺-卡拉巴赫战争期间被阿塞拜疆投入战场，取得理想的战果。